# BORN PINK
BORN PINK（ボーンピンク）は韓国の女性アイドルグループであるBLACKPINKによる2枚目のフルアルバム。2022年9月16日にYGエンターテインメントとインタースコープ・レコードからリリースされた。収録曲は計8曲で、表題曲は『Shut Down』。この項目ではアルバムを引っ提げてのワールドツアーについても記述する。

## 概要
今まで数々のチャート成績を残したBLACKPINKによる2枚目のフルアルバムである。新譜をリリースするのは2020年10月2日にリリースされた「THE ALBUM」以来約1年10ヶ月ぶりで、先行配信曲の『Pink Venom』、タイトル曲の『Shut Down』、PUBG MOBILEのインゲームコンサートにて初披露された『Ready For Love』を含む全8曲で構成されている。
アルバムは発売初動販売1日目で100万枚を超えるミリオンセラーを達成し、最終的な初動販売枚数としては150万枚以上を売り上げ、歴代ガールズグループの最高売上枚数を記録した。
タイトル曲の『Shut Down』はビルボード200や、オフィシャル・チャートにてKPOPガールズグループとしては初の首位を獲得し、その他の音楽サイトでも上位圏へチャートインするといった好成績を残しており、批評家からも一般的に好評価を受けている。
2022年10月からは、本アルバムを引っ提げてのワールドツアーが世界40ヶ国以上で行われる。

## 背景とプロモーション
2022年3月1日、BLACKPINKのメンバーであるジェニがWeverseにて「カムバックの準備をしている」と明かした。また同月7日にはBLACKPINKを含むTREASUREやiKON、WINNERなどといったYGエンターテインメント（以下: YG）所属グループのメンバー数人が出演した番組「出張十五夜」にて出演したメンバーであるジェニーがカムバックについて言及した。またそれに関連して、同時期にYGの傘下レーベルであるTHE BLACK LABEL所属のソロ歌手、チョン・ソミが生配信中にBLACKPINKの新曲と憶測される音源が数秒流れるアクシデントが発生した。
4月、スポーツ東亜から6月にアルバムをリリースするという趣旨の報道が出たものの、YGはその事に対して「まだ決定していないが、カムバックの準備をしていることは確かだ」と明らかにした。
7月6日、YGが7月にミュージック・ビデオを撮影し、8月に新曲をリリースする予定であることを正式的に明かした。
7月29日、PUBG MOBILEでのインゲームコンサート「THE VIRTUAL」にて初披露されたスペシャルトラック『Ready For Love』のミュージック・ビデオが公開された。ミュージック・ビデオはYouTubeで公開されてから24時間で約1571万回再生され、同日の映像最多再生回数となった。
8月19日、本アルバムの先行公開曲である『Pink Venom』をリリース。1年10ヶ月ぶりの新曲で、ビルボード200にて1位を獲得し、オーストラリアの音楽サービスであるARIAのTOP10 シングルチャートではKPOPアーティスト初の1位を獲得するなどチャートで好成績を残した。
9月5日、「BORN PINK」の予告ポスターが公開され、翌日にはメンバー4人の個別コンセプトフォトが公開された。それぞれジスは黒髪にスモーキーなメイクを施し、ジェニーはオレンジのロングヘアにフードを被り、ロゼは特徴的で華やかなネイルを施し、リサは金髪でビーズのヘアアクセサリーを着用している。
9月7日、タイトル曲の題名が公開され、翌日にはトラックリストが公開された。9月10日からは計4日間かけて、タイトル曲の予告ポスターがジス、ジェニー、ロゼ、リサの順で公開された。
9月14日、23秒の『Shut Down』のティザー映像が公開された。
9月16日、午後12時からカウントダウン・パーティーを公式YouTubeチャンネルにて行い、午後1時にミュージック・ビデオの公開とアルバムの配信が開始された。ミュージック・ビデオはYouTubeで公開されてから半日で再生回数が1000万回を突破し、5日後の9月20日には1億回再生を突破した。BLACKPINKはこのミュージック・ビデオを含めると1億回再生以上突破映像は34本目である。
9月25日の午後、アルバムの発売を記念してソウル特別市の汝矣島IFCモールにてサイン会が開かれた。
10月15日から来年にかけて本アルバムを引っ提げてのワールドツアー「BORN PINK WORLD TOUR」を韓国ソウル特別市のKSPOドームでの公演を皮切りに開催。

## 収録曲
トラック3の『Typa Girl』、トラック5の『Hard To Love』、トラック7の『Tally』は19禁指定になっている。
| #         | タイトル              | 作詞                                                          | 作曲                                                                     | 編曲             | 時間  |
| --------- | --------------------- | ------------------------------------------------------------- | ------------------------------------------------------------------------ | ---------------- | ----- |
| 1.        | 「Pink Venom」        | TEDDY, Danny Chung                                            | TEDDY, 24, R.Tee, IDO                                                    | 24, R.Tee, IDO   | 3:06  |
| 2.        | 「Shut Down」         | TEDDY, Danny Chung, Vince                                     | TEDDY, 24                                                                | 24               | 2:55  |
| 3.        | 「Typa Girl」         | Bekuh BOOM                                                    | Bekuh BOOM, Dominsuk                                                     | Dominsuk         | 2:59  |
| 4.        | 「Yeah Yeah Yeah」    | VVN, KUSH, JISOO, ROSÉ                                        | KUSH, R.Tee, VVN, IDO                                                    | R.Tee, KUSH, IDO | 2:58  |
| 5.        | 「Hard to love」      | Freddy Wexler, Bianca "Blush" Atterberry, Max Wolfgang, TEDDY | Freddy Wexler, TEDDY, Bianca "Blush" Atterberry, Max Wolfgang, 24, R.Tee | 24, R.Tee        | 2:42  |
| 6.        | 「The Happiest Girl」 | Teddy Sinclair, Willy Sinclair, Paro                          | Teddy Sinclair, Willy Sinclair, Paro, 24                                 | 24, Nohc         | 3:42  |
| 7.        | 「Tally」             | Nat Dunn, David Phelan, Alex Oriet, Brian Lee, Soraya LaPread | Nat Dunn, David Phelan, Alex Oriet, Brian Lee, Soraya LaPread, 24        | 24               | 3:04  |
| 8.        | 「Ready For Love」    | TEDDY, VVN                                                    | TEDDY, VVN, 24, KUSH, Bekuh BOOM                                         | 24               | 3:04  |
| 合計時間: | 合計時間:             | 合計時間:                                                     | 合計時間:                                                                | 合計時間:        | 24:30 |

## 音楽性
『BORN PINK』は誕生から格別な存在感を持ったBLACKPINKの堂々たる自信を示し、圧倒的なオーラそのものであるBLACKPINKのアイデンティティや、それにふさわしい楽曲が盛り込まれたアルバムである。
本アルバムと前作との違いに対してメンバーのロゼは「前作のアルバムとは異なってBLACKPINKの本質を表現しており、BLACKPINKの本来のアイデンティティを守りながら、引き続き新しい試みをした」と答え、「アルバムで全般的にヒップホップサウンドを基に、様々なジャンルを組み合わせて絶え間ない変奏を繰り返し、BLACKPINKの明確な特色を表現することに集中しました。奇抜な想像力で、今まで見たことのない音楽を作り出したと自負します」と続けて語った。
アルバムの制作にはYGとTHE BLACK LABELの代表プロデューサーであるTeddyを筆頭として24、Danny、Chung、Bekuh BOOM、R TeeなどといったYGエンターテインメント所属アーティストの数々の楽曲に携わっている作曲家が参加をし、ジャスティン・ビーバーとアリアナ・グランデの「Stuck With U」の楽曲制作に携わったシンガーソングライターであるフレディ・ウェクスラーやリアーナなどのアーティストの楽曲の制作をしたTeddy Sinclair、Nat Dunnらもアルバム制作に参加して完成度をより高めたアルバムになっている。

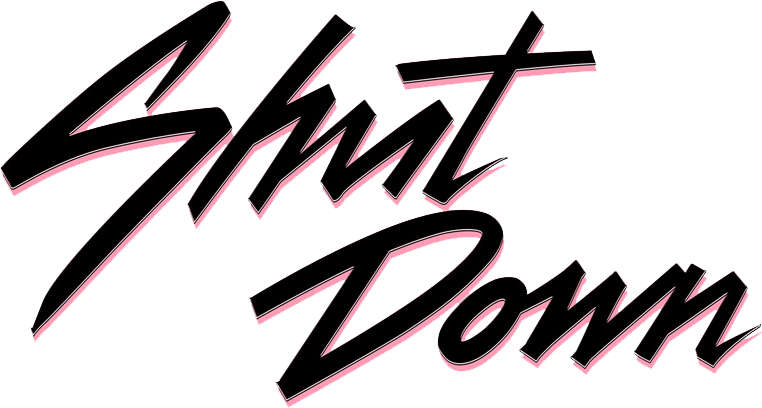
表題曲『Shut Down』のロゴマーク

尚、KBSではBORN PINKの全収録曲8曲のうち4曲は放送不適格判定を受けており、1曲は2022年9月時点で保留である。アルバムのリリースに先立って公開された『Pink Venom』ではフランスのファッションブランドである「CELINE」に対して言及している為、放送不適格判定を受けた。本アルバムの表題曲である『Shut Down』と『Typa Girl』は『Pink Venom』の時の事例と同じく、ランボルギーニやシャネルといった商品やブランドに対して言及しており、『Tally』は卑俗語や低俗的な表現が含まれている為放送不適格判定を受けた。ただ『Hard To Love』の場合、歌詞カードに「I just fuck it up」と書いてあるのに対して、歌詞に該当する17秒や1分32秒などの部分では、「fuck」が無音処理されていることから音源と歌詞カードとの整理が必要だと判断した為保留となった。
『Pink Venom』は強烈なビートと調和する韓国の伝統楽器のサウンドの上にラップとボーカルが展開されるヒップホップジャンルの楽曲である。タイトル曲である『Shut Down』はクラシックとトレンディなヒップホップビートの調和が印象的で、BLACKPINKの音楽の新境地を切り開く様な楽曲となっている。本楽曲は19世紀イタリアのバイオリニストであるニコロ・パガニーニが作曲した「ラ・カンパネラ」をサンプリングした楽曲で、リサは本楽曲の第一印象について次に様に語っている。
| 「                                        | レコーディング室でみんなで集まってデモ曲を聴いたんですが、導入部が流れた時、メンバー全員が何も言えず、ただ見つめ合っていました。メンバーたちは目で「これがタイトル曲だ！」と言っていました（笑）。聴いている間、自然にパフォーマンスを想像するようになりました。それだけ私たちのことをよく表す音楽で、よく表現できる音楽だと確信しました。 | 」 |
| —リサ（アルバムに関するインタビューより） | |    |

『Typa Girl』は特色ある質感のオルガンのイントロと、中毒性のあるブラストーンのサビが特徴的なポップ・ヒップホップジャンルの楽曲に対し、『Yeah Yeah Yeah』はレトロなシンセサイザーを利用した1980年代の音楽を彷彿とさせる様な構成になっている。本楽曲はメンバーのジスとロゼが作詞に参加しており、The Starの音楽評論家は「若い愛と若さのエネルギーに満ちた多幸感のある瞬間をスケッチしており、月明かりの下で恋人と過ごす夏の夜を思い起こさせる」と評価した。ジャスティン・ビーバーとアリアナ・グランデの楽曲である『Stuck With U』の制作に携わったシンガーソングライターのフレディー・ウェクスラーが楽曲制作に参加した『Hard To Love』はビンテージ風に展開されるイントロと対照されるドラップの強烈なビートが印象的で、愛することも信じる事も難しい人だと分かっていても、愛されたいという正直な心と複雑な心境を歌詞に盛り込んだポップディスコジャンルの楽曲である。『The Happiest Girl』はグランドピアノの伴奏が暖かく包んでくれる様な切ないメロディー構成と、誰かを恋しがる状況であっても必ず幸せを手に入れるという固い意思が込められている歌詞が印象的なバラードである。『Tally』はヒップホップとロックの要素が入った楽曲で、カジュアルながらも無難に自分がやろうと思っているものを黙々と成し遂げていくことに対する重要性と美しさを謳った歌詞が特徴的である。『Ready For Love』はPUBG MOBILEのインゲームコンサート「THE VISUAL」で初披露された楽曲で、ハウスポップなどのEDM要素がフィーチャーされている。

## パフォーマンス
音楽番組などでのパフォーマンスは『Pink Venom』と『Shut Down』の2曲が披露され、8月28日放送の「人気歌謡」と「2022 VMAs」、9月19日放送の「Jimmy Kimmel Live」、9月25日放送の「人気歌謡」にて計4回行われ、そのうちタイトル曲の『Shut Down』は2回のみパフォーマンスされた。
9月19日、BLACKPINK公式YouTubeチャンネルにてYG新社屋で撮影されたダンスパフォーマンス動画が公開され、半日で1000万回再生を突破した。
『Shut Down』の振り付けはTWICEやLE SSERAFIMなどの楽曲を振り付けた経歴のあるKiel Tutinと、aespaや今月の少女などの楽曲を振り付けた経歴のあるKyle Hanagami、ストリートウーマンファイターに出演した経歴のあるダンスクルー「YGX」のTaryn Cheng、リジョンなどが担当した。

## ミュージック・ビデオ
本アルバムからは先行公開曲である『Pink Venom』とアルバムのタイトル曲である『Shut Down』の2種のミュージック・ビデオが存在する。

### Shut Down
8月24日、韓国京畿道の撮影スタジオにて撮影が行われたミュージック・ビデオは、イントロの壮大なバイオリンに合わせてリサがダンスを踊るシーンから始まり、過去にミュージック・ビデオに登場した戦車やスポーツカー、日本刀やBLACKPINKカラーに染まった地球儀などが次々と登場する。
冒頭でリサが乗っているデッキ、スピーカーと現金が入った袋、ピンクの日本刀はそれぞれPlaying With FireとBOOMBAYAHとDDU-DU DDU-DUに登場。ジェニーが乗っているショッピングバッグがぶら下がった戦車とマッチの火で遊ぶシーンはそれぞれDDU-DU DDU-DUとPlaying With Fireに登場。お札の雨の中ジスがピンクの傘を差しているシーンと、壁画のジスを撮っている黒スーツの男性をバックにピンクの髪色をしたジスがいる壁画はDDU-DU DDU-DUのワンシーンをモチーフにしており、ロゼが乗っているグループの象徴色である黒とピンクの地球儀と、一人でスポーツカーを運転しているシーン、そしてシャンデリアに乗っているシーンはそれぞれWhistleとKill This LoveとDDU-DU DDU-DUをモチーフとしている。
本ミュージック・ビデオはYouTubeで公開されてから5日で1億回再生を突破し、2023年1月時点で4億回以上再生されている。

## アルバムの形態と構成
アルバムはそれぞれメンバー別4種のデジパックバージョン、ピンク版、ブラック版、グレー版の計3種のボックスセットバージョン、キットアルバム、LPレコードの限定版の大きく4つのバージョンが存在する。本アルバムの制作にはメンバー4人も携わっており、「アルバムについて打ち合わせを何回したか分からないです。長さや素材、大きさなど、一番BLACKPINKらしくできるように会議をたくさんしたのですが、実物を見て気に入りました」と話している。
デジパックバージョンには4種共通で各メンバー別のイメージで作られたデジパック、CD、ブックレット、ランダムのセルフィーフォトカード、アコーディオン型歌詞カード、初回限定分にはポスターが同梱されている。
ボックスセットバージョンには3種共通でパッケージボックス、CD、フォトブック、特典封筒、アコーディオン型歌詞カード、ランダムのラージフォトカード、ランダムのポストカード、ランダムのポラロイド型フォトカード、ランダムのセルフィーフォトカード、初回限定分にはステッカーとポスターが封入されている。
キットアルバムバージョンにはパッケージボックス、キットアルバム、スクエアフォトカードセット、アコーディオン型歌詞カード、クレジットペーパー、ランダムのポラロイド型フォトカード、ランダムのフォトカードが封入している。
全てのバージョンに共通して環境保護素材を使用しており、FSC認証を受けた用紙と低炭素環境に優しい用紙、大豆油インク、環境保護コーティングを使用し、 包装袋も生分解が可能な100％トウモロコシ澱粉を利用している。キットアルバムのプラスチックは生分解性プラスチックを使用している。

## ワールドツアー
BORN PINK WORLD TOUR（ボーンピンク・ワールドツアー）は本アルバムを引っ提げて世界42ヶ国で行われるグループ史上2回目のワールドツアーで、2022年10月から8ヶ月に渡って行われ、約150万人を動員する予定である。レディー・ガガやデュア・リパ、ジャスティン・ビーバーなどの公演を手掛けたスタッフが舞台のデザインやセット演出、映像製作などに関わり、アリーナ公演だけでなくスタジアム公演も設計・企画している。本ツアーは各メディア某体によって、『BLACKPINK WORLD TOUR [BORN PINK]』などと表記される事がある。

### 開催される日時と国家及び会場
| 日時     | 国               | 地域             | 会場                                     |
| 2022年   | 2022年           | 2022年           | 2022年                                   |
| -------- | ---------------- | ---------------- | ---------------------------------------- |
| 10月15日 | 大韓民国         | ソウル特別市     | KSPOドーム                               |
| 10月16日 | 大韓民国         | ソウル特別市     | KSPOドーム                               |
| 10月25日 | アメリカ合衆国   | ダラス           | アメリカン・エアラインズ・センター       |
| 10月26日 | アメリカ合衆国   | ダラス           | アメリカン・エアラインズ・センター       |
| 10月29日 | アメリカ合衆国   | ヒューストン     | トヨタセンター                           |
| 10月30日 | アメリカ合衆国   | ヒューストン     | トヨタセンター                           |
| 11月2日  | アメリカ合衆国   | アトランタ       | ステートファーム・アリーナ               |
| 11月3日  | アメリカ合衆国   | アトランタ       | ステートファーム・アリーナ               |
| 11月6日  | カナダ           | ハミルトン       | ファースト・オンタリオ・センター         |
| 11月7日  | カナダ           | ハミルトン       | ファースト・オンタリオ・センター         |
| 11月10日 | アメリカ合衆国   | シカゴ           | ユナイテッド・センター                   |
| 11月11日 | アメリカ合衆国   | シカゴ           | ユナイテッド・センター                   |
| 11月14日 | アメリカ合衆国   | ニューアーク     | プルデンシャル・センター                 |
| 11月15日 | アメリカ合衆国   | ニューアーク     | プルデンシャル・センター                 |
| 11月19日 | アメリカ合衆国   | ロサンゼルス     | バンク・オブ・カリフォルニア・スタジアム |
| 11月20日 | アメリカ合衆国   | ロサンゼルス     | バンク・オブ・カリフォルニア・スタジアム |
| 11月30日 | イギリス         | ロンドン         | O2アリーナ                               |
| 12月1日  | イギリス         | ロンドン         | O2アリーナ                               |
| 12月5日  | スペイン         | バルセロナ       | パラウ・サン・ジョルディ                 |
| 12月8日  | ドイツ           | ケルン           | ランクセス・アレーナ                     |
| 12月11日 | フランス         | パリ             | アコーホテル・アレナ                     |
| 12月12日 | フランス         | パリ             | アコーホテル・アレナ                     |
| 12月15日 | デンマーク       | コペンハーゲン   | ロイヤル・アリーナ                       |
| 12月19日 | ドイツ           | ベルリン         | メルセデス・ベンツアリーナ               |
| 12月20日 | ドイツ           | ベルリン         | メルセデス・ベンツアリーナ               |
| 12月22日 | オランダ         | アムステルダム   | ジッゴ・ドーム                           |
| 2023年   |                  |                  |                                          |
| 1月7日   | タイ             | バンコク         | スパチャラサイ国立競技場                 |
| 1月8日   | タイ             | バンコク         | スパチャラサイ国立競技場                 |
| 1月13日  | 香港             | 香港             | アジアワールド・アリーナ                 |
| 1月14日  | 香港             | 香港             | アジアワールド・アリーナ                 |
| 1月15日  | 香港             | 香港             | アジアワールド・アリーナ                 |
| 1月20日  | サウジアラビア   | リヤド           | ムルソール・パーク                       |
| 1月28日  | アラブ首長国連邦 | アブダビ         | ドゥ・アリーナ                           |
| 3月4日   | マレーシア       | クアラルンプール | ブキット・ジャリル国立競技場             |
| 3月11日  | インドネシア     | ジャカルタ       | ゲロラ・ブン・カルノ・スタジアム         |
| 3月12日  | インドネシア     | ジャカルタ       | ゲロラ・ブン・カルノ・スタジアム         |
| 3月18日  | 台湾             | 高雄市           | 高雄国家体育場                           |
| 3月19日  | 台湾             | 高雄市           | 高雄国家体育場                           |
| 3月25日  | フィリピン       | マニラ           | フィリピン・アリーナ                     |
| 3月26日  | フィリピン       | マニラ           | フィリピン・アリーナ                     |
| 4月8日   | 日本             | 文京区           | 東京ドーム                               |
| 4月9日   | 日本             | 文京区           | 東京ドーム                               |
| 4月26日  | メキシコ         | メキシコ・シティ | フォロ・ソル                             |
| 4月27日  | メキシコ         | メキシコ・シティ | フォロ・ソル                             |
| 5月13日  | シンガポール     | シンガポール     | 国立競技場                               |
| 5月14日  | シンガポール     | シンガポール     | 国立競技場                               |
| 5月20日  | マカオ           | マカオ           | ギャラクシー・アリーナ                   |
| 5月21日  | マカオ           | マカオ           | ギャラクシー・アリーナ                   |
| 6月3日   | 日本             | 大阪市           | 大阪ドーム                               |
| 6月4日   | 日本             | 大阪市           | 大阪ドーム                               |
| 6月10日  | オーストラリア   | メルボルン       | ロッド・レーバー・アリーナ               |
| 6月11日  | オーストラリア   | メルボルン       | ロッド・レーバー・アリーナ               |
| 6月17日  | オーストラリア   | シドニー         | シドニー・スーパードーム                 |
| 6月18日  | オーストラリア   | シドニー         | シドニー・スーパードーム                 |
| 6月21日  | ニュージーランド | オークランド     | スパークアリーナ                         |
| 7月15日  | フランス         | パリ             | スタッド・ドゥ・フランス                 |
| 7月29日  | ベトナム         | ハノイ           | ミーディン国立競技場                     |
| 7月30日  | ベトナム         | ハノイ           | ミーディン国立競技場                     |
| 8月11日  | アメリカ合衆国   | ニュージャージー | メットライフ・スタジアム                 |
| 8月12日  | アメリカ合衆国   | ニュージャージー | メットライフ・スタジアム                 |
| 8月18日  | アメリカ合衆国   | ラスベガス       | アレジアント・スタジアム                 |
| 8月22日  | アメリカ合衆国   | サンフランシスコ | オラクル・パーク                         |
| 8月26日  | アメリカ合衆国   | ロサンゼルス     | ドジャー・スタジアム                     |
| 9月16日  | 大韓民国         | ソウル特別市     | 高尺スカイドーム                         |
| 9月17日  | 大韓民国         | ソウル特別市     | 高尺スカイドーム                         |

## 評価
| 専門評論家によるレビュー | 専門評論家によるレビュー |
| 総スコア                 | 総スコア                 |
| 出典                     | 評価                     |
| ------------------------ | ------------------------ |
| AnyDecentMusic?          | 6.4/10                   |
| Metacritic               | 70/100                   |
| レビュー・スコア         |                          |
| 出典                     | 評価                     |
| AllMusic                 | [ 64 ]                   |
| The Arts Desk            | [ 65 ]                   |
| Clash                    | 7/10                     |
| Evening Standard         | [ 67 ]                   |
| The Line of Best Hit     | 5/10                     |
| NME                      | [ 69 ]                   |
| Pitch Fork               | 6.5/10                   |
| Rolling Stone            | [ 71 ]                   |
| Sputnikmusic             | 2.7/5                    |
| The Telegraph            | [ 73 ]                   |

本アルバムは世界的KPOPガールズグループによる約1年10ヶ月ぶりの新譜でもあることから数々の音楽評論家から注目を集めており、その多くが肯定的な評価を得ている。
ロサンゼルス・タイムズは「BLACKPINK』がもう一度新しい波を起こした」と絶賛し、NMEはShut Downのミュージック・ビデオに対して「以前のヒット曲のシーンをオマージュした部分は『BLACKPINK』の歴代の成功記を再び振り返らせ、その自信を垣間見ることができた」と評した。CNN Philippineは「大胆で成熟したアルバム」と評価し「カルテットの顕著な芸術的成長が示されている」と続けてコメントした。
アメリカのビルボード主催の「2022ベストアルバム50」に本アルバムが韓国のアーティストで唯一選定された。ビルボードは本アルバムをBLACKPINKの1stフルアルバムが世界的に大きな成功を収めただけに、2ndアルバムに対するプレッシャーが相当あったと予想されるが、強いパワーを持っている所属事務所のYGエンターテインメントと、プロデューサーのTEDDY、BLACKPINKによる組み合わせで成功はすでに予見されていたと説明し、「『BORN PINK』はビルボードのアルバムチャートのトップとなったことは、BLACKPINKが完璧なスーパースターであることを確認させた。単純に中毒性があること、または英語と韓国語のバランスだけでこのアルバムが成功したわけではない。クラシック、ダンス、ボーカルなど、多彩な組み合わせはもちろん、BLACKPINKの固有の音楽カラーと新しい姿を一緒に見ることができ魅力的だ」と評価した。

## 受容

### アルバム成績
本アルバムは予約販売が開始されてから1週間の8月18日時点で予約販売枚数が150万枚を超え、8月25日には200万枚のダブルミリオンを達成した。これはKPOPガールズグループの中では最高記録である。
KPOPのCDを主に販売するKTOWN 4Uでは予約販売日時点で10万枚を記録し、ガールズグループ歴代販売率1位になった。本サイトでは予約開始と同時に国内外からの注文が殺到し、2時間ほどサーバーダウンが発生した。
| BORN PINK初動販売枚数 | BORN PINK初動販売枚数 | BORN PINK初動販売枚数 |
| 日時                  | 日間販売枚数          | 累積販売枚数          |
| --------------------- | --------------------- | --------------------- |
| 9月16日               | 1,011,200枚           | 1,011,200枚           |
| 9月17日               | 4,200枚               | 1,015,500枚           |
| 9月18日               | 700枚                 | 1,016,200枚           |
| 9月19日               | 19,700枚              | 1,036,000枚           |
| 9月20日               | 156,100枚             | 1,192,200枚           |
| 9月21日               | 149,700枚             | 1,341,900枚           |
| 9月22日               | 200,900枚             | 1,542,900枚           |
| 累計初動販売枚数      | 1,542,900枚           | 1,542,900枚           |

本アルバムはHANTEOチャートにてKPOPガールズグループで初めて販売初日で100万枚を超えるミリオンセラーを達成した。その後も徐々に売上を上げていき、最終的な1週間の初動販売枚数は「THE ALBUM」の約2倍である150万枚を超える結果となった。この売上枚数は同日にリリースされたSMエンタテインメント所属の10人組ボーイズグループ・NCT 127による4枚目のフルアルバム『2 Baddies』に並ぶ結果となり、歴代ガールズグループの初動売上枚数としては、aespaの『Girls』の142万枚を抜く結果となった。
輸出分が全て含まれるサークルチャートではKPOP女性グループとしては初の214万1281枚の売上を記録し、ダブルミリオンを達成した。また、予約販売期間では200万枚を超える予約注文数を記録している。
iTunesアルバムチャートではアメリカやイギリスなどの計55ヶ国で首位を獲得し、Apple Musicのアルバムチャートでは64ヶ国で首位を獲得した。
アメリカのビルボードアルバムチャートであるBillboard 200では初登場で首位を獲得した女性のみで構成されたグループとしては2008年のダニティ・ケインの『ウェルカム・トゥ・ザ・ドールハウス』以来14年ぶりで、韓国のアーティストとしてはBTS、SuperM、Stray Kidsに続く4組目で、KPOP女性グループとしては初の快挙である。
イギリスのオフィシャルアルバムチャートTOP 100では23日にKPOPグループとしてはBTSに次ぐ2組目、KPOP女性グループとしては初の首位を獲得した。本チャートでのこれまでのグループの最高順位は2020年にリリースされた『THE ALBUM』の2位であった。
10月1日、Spotifyにて本アルバムが週間アルバムチャートにて2週連続で2位を記録し、9月16日から9月22日、9月23日から9月29日までの2週間もの間、全世界で2番目に多く再生されたアルバムとなった。

### 音源成績
9月17日、世界43ヶ国のiTunesソングチャートで首位を記録した。QQミュージックではタイトル曲の首位に続いて収録曲が上位にチャートインし、LINE MUSICではタイトル曲『Shut Down』が上位圏に達した。また韓国の主要音源サイトであるVIBE、Bugs!、genieにおいても首位を獲得し、Melon TOP 100でも上位圏に進出した。
9月23日に発表されたSpotifyのトップソンググローバル週間チャートにて表題曲の『Shut Down』が首位となった。本チャートで首位を獲得したのは、KPOPアーティスト史上初の出来事である。その他の収録曲も本チャートにチャートインしており、『Pink Venom』は5位、『Typa Girl』は14位、『Hard to Love』は24位、『The Happiest Girl』は26位、『Yeah Yeah Yeah』は33位、『Tally』は35位、『Ready For Love』は45位を記録し、いずれもTOP50位圏内である。
9月25日にYouTubeが発表したグローバルYouTubeソングトップ100と世界で最も多く再生されたミュージックビデオ部門と人気アーティスト部門で首位を獲得した。
9月26日に発表された4週目と、10月3日に発表された5週目のMelon週間人気賞にて首位を獲得した。
9月27日に発表されたアメリカのビルボードシングルチャート「HOT100」ではタイトル曲が初登場25位を記録し、「ビルボードグローバル200」と、アメリカを除外した「ビルボードグローバル」ではそれぞれ首位を獲得した。

### 音楽番組首位
| 放送日  | 放送局 | 番組名        | 参考    |
| 2022年  | 2022年 | 2022年        | 2022年  |
| ------- | ------ | ------------- | ------- |
| 9月21日 | MBC    | SHOW CHAMPION | [ 97 ]  |
| 9月22日 | Mnet   | M COUNTDOWN   | [ 98 ]  |
| 9月28日 | MBC M  | SHOW CHAMPION | [ 99 ]  |
| 9月29日 | Mnet   | M COUNTDOWN   | [ 100 ] |
| 10月2日 | SBS    | 人気歌謡      | [ 101 ] |
| 10月5日 | MBC M  | SHOW CHAMPION | [ 102 ] |
| 10月6日 | Mnet   | M COUNTDOWN   | [ 103 ] |
| 10月8日 | MBC    | 音楽中心      | [ 104 ] |
| 10月9日 | SBS    | 人気歌謡      | [ 105 ] |

## チャート
| チャート(2022年)                        | 最高順位 |
| --------------------------------------- | -------- |
| アイスランド (Plötutíðindi)             | 16       |
| アイルランド (オフィシャル・チャート)   | 13       |
| アメリカ (Hits)                         | 1        |
| アメリカ Billboard 200                  | 1        |
| イギリス (オフィシャル・チャート)       | 1        |
| イタリア (FIMI)                         | 19       |
| オーストラリア (ARIA)                   | 2        |
| オーストリア (Ö3 Austria)               | 6        |
| オランダ (Dutch Chart)                  | 7        |
| カナダ (Billboard)                      | 1        |
| 韓国 (サークル)                         | 1        |
| ギリシャ (IFPI)                         | 12       |
| スイス (Schweizer Hitparade)            | 7        |
| スコットランド (オフィシャル・チャート) | 2        |
| スペイン (PROMUSICAE)                   | 9        |
| スウェーデン (Sverigetopplistan)        | 8        |
| デンマーク (Hitlisten)                  | 8        |
| ドイツ (メディア・コントロール)         | 3        |
| 日本 (オリコン)                         | 3        |
| 日本 (オリコン)                         | 4        |
| 日本 (Billboard Japan)                  | 4        |
| ニュージーランド (RMNZ)                 | 2        |
| ノルウェー (VG-lista)                   | 6        |
| ハンガリー (MAHASZ)                     | 15       |
| ベルギー (Ultratop フランダース)        | 3        |
| ベルギー (Ultratop ワロニア)            | 7        |
| フィンランド (Suomen virallinen lista)  | 3        |
| フランス (SNEP)                         | 3        |
| ポーランド (ZPAV)                       | 3        |
| ポルトガル (AFP)                        | 1        |
| リトアニア (AGATA)                      | 3        |

## クレジット
Genius参照。

### アルバムクレジット
レコーディングスタジオ - THE BLACK LABEL
制作 - THE BLACK LABEL
エグゼクティブプロデューサー - Teddy Park
レーベル - インタースコープ・レコード, YGエンターテインメント (YG엔터테인먼트)

### 楽曲クレジット
プロデューサー - 24, Alex Oriet, Bekuh BOOM, Blush, Brian Lee, David Phelan, Dominsuk, Freddy Wexler, IDO (KOR), KUSH (쿠시), Max Wolfgang, Nat Dunn, Paro, R.Tee, Soraya La Pread, Teddy Park & VVN
作曲者 - 24, Alex Oriet, Bekuh BOOM, Blush, Brian Lee, Danny Chung, David Phelan, Freddy Wexler, IDO (KOR), JISOO, KUSH (쿠시), Max Wolfgang, Natalia Kills, Nat Dunn, ROSÉ, R.Tee, Soraya La Pread, Teddy Park, Vince (KOR), VVN & Willy Moon
A&R - onephonebabykim
編曲者 - 24, Dominsuk, IDO (KOR), KUSH (쿠시), NOHC (KOR) & R.Tee
バックグラウンドボーカル - BLACKPINK & Teddy Park
コンポーザー - 24, Alex Oriet, Bekuh BOOM, Blush, Brian Lee, David Phelan, Dominsuk, Freddy Wexler, IDO (KOR), KUSH (쿠시), Max Wolfgang, Natalia Kills, Nat Dunn, Paro, R.Tee, Soraya La Pread, Teddy Park, VVN & Willy Moon
コピーライト-  YGエンターテインメント (YG엔터테인먼트)
制作 - THEBLACKLABEL
レーベル - インタースコープ・レコード、YGエンターテインメント (YG엔터테인먼트)
作詞者 - 24, Alex Oriet, Bekuh BOOM, Blush, Brian Lee, Danny Chung, David Phelan, Freddy Wexler, JISOO, KUSH (쿠시), Max Wolfgang, Natalia Kills, Nat Dunn, ROSÉ, Soraya La Pread, Teddy Park, Vince (KOR), VVN & Willy Moon
マネジメント - 21:12エンターテインメント、THE BLACK LABEL
フォトグラフィック・コピーライト - YGエンターテインメント (YG엔터테인먼트)
パブリッシング - Alyssa Castiglia, Concord Music Group, Jake Livingston, Jeremy Yohai, Primary Wave, THEBLACKLABEL & Universal Music Group
歌唱者 - ジェニー, ジス, リサ, ロゼ

## リリース日程
| 地域   | 日程           | タイトル  | フォーマット     | レーベル                       |
| ------ | -------------- | --------- | ---------------- | ------------------------------ |
| 全世界 | 2022年9月16日  | BORN PINK | CD、デジタル配信 | YG、インタースコープ・レコード |
| 韓国   | 2022年9月16日  | BORN PINK | キットアルバム   | YG、インタースコープ・レコード |
| 日本   | 2022年9月21日  | BORN PINK | CD               | YG、インタースコープ・レコード |
| 韓国   | 2022年12月30日 | BORN PINK | アナログ盤       | YG、インタースコープ・レコード |